# Asmundtorp
Ej att förväxla med byn Assmundtorp i Göteborgs kommun.
Asmundtorp (uttalas ass-munntårp) är en tätort i Landskrona kommun och kyrkby i Asmundtorps socken i Skåne och ligger cirka 8 kilometer öster om Landskrona. 

## Befolkningsutveckling
| Befolkningsutvecklingen i Asmundtorp 1960–2020 | Befolkningsutvecklingen i Asmundtorp 1960–2020 | Befolkningsutvecklingen i Asmundtorp 1960–2020 | Befolkningsutvecklingen i Asmundtorp 1960–2020 | Befolkningsutvecklingen i Asmundtorp 1960–2020 |
| ---------------------------------------------- | ---------------------------------------------- | ---------------------------------------------- | ---------------------------------------------- | ---------------------------------------------- |
|                                                |                                                |                                                |                                                |                                                |
| År                                             |                                                |                                                | Folkmängd                                      | Areal (ha)                                     |
| 1960                                           | 1960                                           |                                                | 751                                            |                                                |
| 1965                                           | 1965                                           |                                                | 841                                            |                                                |
| 1970                                           | 1970                                           |                                                | 1 013                                          |                                                |
| 1975                                           | 1975                                           |                                                | 1 075                                          |                                                |
| 1980                                           | 1980                                           |                                                | 1 119                                          |                                                |
| 1990                                           | 1990                                           |                                                | 1 303                                          | 90                                             |
| 1995                                           | 1995                                           |                                                | 1 526                                          | 95                                             |
| 2000                                           | 2000                                           |                                                | 1 490                                          | 95                                             |
| 2005                                           | 2005                                           |                                                | 1 551                                          | 95                                             |
| 2010                                           | 2010                                           |                                                | 1 562                                          | 100                                            |
| 2015                                           | 2015                                           |                                                | 1 563                                          | 118                                            |
| 2020                                           | 2020                                           |                                                | 1 646                                          | 118                                            |
|                                                |                                                |                                                |                                                |                                                |

## Samhället
Kyrkan, som invigdes 1897, är i Eslövsgotik och tornet är 66 meter högt. 

## Idrott
Byns lokala idrottsförening, Asmundtorps IF, har ett fotbollslag som spelade i division 2 näst högsta divisonen 1953. Byn har också en tennisklubb, och en scoutkår. Asmundtorp-Tofta Scoutkår.

## Personer från orten
- Eva Wigström